# Mount Blowaway
Mount Blowaway är ett berg i Antarktis. Det ligger i Östantarktis. Australien gör anspråk på området. Toppen på Mount Blowaway är 1 320 meter över havet, eller 206 meter över den omgivande terrängen. Bredden vid basen är 5,2 km.
Terrängen runt Mount Blowaway är huvudsakligen platt, men den allra närmaste omgivningen är kuperad. Trakten är obefolkad. Det finns inga samhällen i närheten.